# Новгородская митрополия
Новгоро́дская митропо́лия — митрополия Русской православной церкви, образованная в пределах Новгородской области. Объединяет Боровичскую и Новгородскую епархии.
Глава Новгородской митрополии имеет титул митрополит Новгородский и Старорусский. С момента создания митрополии правящим архиереем является митрополит Лев (Церпицкий).

## История
В 1589 году в связи с учреждением Патриаршества Новгородская архиепископия получила статус митрополии, в связи с чем стала именоваться Новгородской митрополией. В подчинение Новгородского митрополита со временам попали Корельские епископы, которые были изгнаны шведами из своего титулярного города. Со временем они сделались обычными викариями Новгородской епархии. В Синодальный период (1700—1917 годы) Новгородская епархия фактически слилась с Санкт-Петербургской, так как ими обоими управляли один митрополит.
28 декабря 2011 года постановлением Священного синода из Новгородской епархии была выделена Боровичская епархия. Обе епархии при этом включались в образованную тогда же Новгородскую митрополию.

## Епархии

### Боровичская епархия
Территория: Боровичский, Мошенский, Окуловский, Хвойнинский, Пестовский и Любытинский районы Новгородской области.

### Новгородская епархия
Территория: Новгородский, Старорусский, Батецкий, Валдайский, Волотовский, Демянский, Крестецкий, Маловишерский, Марёвский, Парфинский, Поддорский, Солецкий, Холмский, Чудовский и Шимский районы Новгородской области.